# Калмыков, Алексей Николаевич (Герой Российской Федерации)
Алексей Николаевич Калмыков (8 декабря 1988 ― 11 апреля 2022) ― российский военнослужащий, майор, зам.командира отряда воинской части специального назначения Главного управления Генерального штаба ВС РФ. Герой Российской Федерации (2022, посмертно).

## Биография
Родился 8 декабря 1988 года в Астрахани. В 2006 году окончил среднюю 28-ю школу в микрорайоне Бабаевского Ленинского района. Получив высшее военное образование(Воронежский военный инженерно-технический университет), Калмыков около десяти лет проходил службу в частях Главного управления Генеральный штаб Вооружённых сил Российской Федерации. В 2014 году участвовал в аннексии Крыма.
По утверждению российской стороны, 11 апреля 2022 года, в ходе вторжения России на Украину, в порту Мариуполя, Калмыков увидел, что из-за угла в отряд спецназа был произведён выстрел из ручного огнемёта. Майор закрыл своим телом радиста, отдав за него свою жизнь.
Указом президента Российской Федерации от 5 июля 2022 года майору Калмыкову Алексею Николаевичу присвоено звание Героя Российской Федерации (посмертно).

## Память
- 21 августа 2022 года было торжественное открытие мемориальной доски на фасаде Астраханского ДОСААФ.
- В сентябре 2022 года в Астрахани на здании школы № 28, в которой учился герой, установлена мемориальная доска[4].
- 5 июня 2023 года была открыта мемориальная доска Алексею Калмыкову в Мариуполе на здании ДОСААФ[5].

## Награды и премии
- Герой Российской Федерации (05.07.2022, посмертно) за мужество и героизм, проявленные при исполнении воинского долга
- Медаль Суворова